# 48 Pułk Piechoty Cesarstwa Austriackiego
48 Pułk Piechoty Cesarstwa Austriackiego – jeden z austriackich pułków piechoty okresu Cesarstwa Austriackiego.
Okręg poboru: Węgry.
Podczas wojny polsko-austriackiej w 1809 wchodził w skład oddziału Straży Przedniej generała majora Johanna Friedricha von Mohra (1765–1847). Posiadał 3 bataliony, a jego dowódcą był Joseph Philipp von Vukassovich.

## Mundur
- Typ: węgierski
- Bryczesy: błękitne
- Wyłogi: szarozielony (stalowy)
- Guziki: żółte

## Pułkownik komenderujący
- 1799 Albrecht hrabia Gyulai von Maros-Nemeth und Nadaska
- 1805 Franz Brusch von Neuberg
- 1806 F. baron Bianchi
- 1807 A. Hegyi
- 1809 L. baron von Gabelkoven
- 1809 J. baron von Rechenberg
- 1812 J. von Seethal
- 1803 W. Dressery

## Garnizony
- 1805 Wenecja
- 1806 Wiedeń
- 1807 Czechy
- 1808 Batorkesz (Słowacja)
- 1809 Kraków
- 1809 Janoshaza (Węgry)
- 1810 Marburg
- 1811 Wiedeń
- 1814 Mantua
- 1815 Werona